# Anne (Großbritannien)

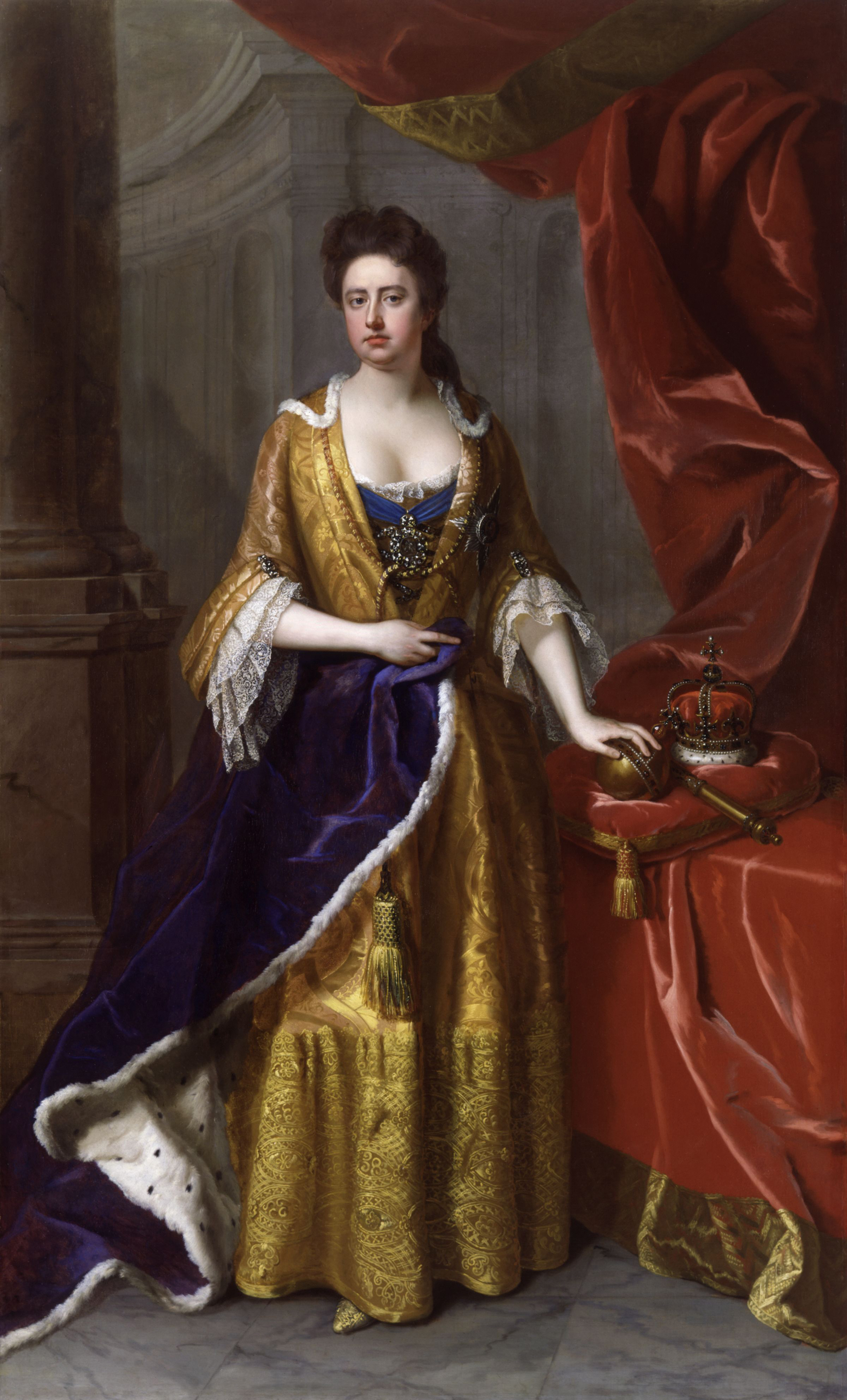
Anne Stuart, Gemälde von Michael Dahl, 1705

Anne Stuart (* 6. Februar 1665 im St James’s Palace in London; † 1. August 1714 im Kensington Palace in London) war von 1702 bis 1707 Königin sowohl des Königreiches England als auch des Königreiches Schottland und ab dem 1. Mai 1707, nach der Vereinigung beider Königreiche, die erste Königin des Königreiches Großbritannien. Zudem war Anne von 1702 bis 1714 Königin des Königreiches Irland. Sie war die letzte britische Königin des Hauses Stuart.

## Geschichtliche Einordnung
Annes Leben prägten wiederholt Staatskrisen in Zusammenhang mit der Thronfolge, die mit einschneidenden verfassungspolitischen Reformen einhergingen. Annes Regierungszeit ist vor allem durch die Entwicklung des britischen Kabinettsystems gekennzeichnet.
1688/1689 wurde in der Glorious Revolution Annes römisch-katholischer Vater Jakob II. entmachtet. Ihm folgten gemeinsam ihre anglikanische Schwester Maria II. und ihr calvinistischer Schwager Wilhelm III. nach. Anne unterstützte den unblutigen Regierungsumsturz, bei dem der Vater entmachtet wurde.
Keines der Kinder von Maria II. oder Anne erlebte das Erwachsenenalter, daher hätten der entthronte römisch-katholische Jakob II. oder seine Nachkommen aus zweiter Ehe erneut Ansprüche auf den britischen Thron erheben können. Das englische Parlament erließ aus diesem Grund 1701 ein Gesetz (Act of Settlement), das es dem Haus der Welfen (Hannover) erlaubte, nach dem Tod Annes auf dem englischen Thron nachzufolgen. Damit wurden nicht weniger als 57 römisch-katholische Thronanwärter übergangen, die aufgrund ihrer Abstammung einen größeren Anspruch auf den englischen Thron gehabt hätten. Das schottische Parlament verweigerte anfangs seine Zustimmung, wurde jedoch durch Maßnahmen wie beispielsweise Handelsbeschränkungen, die Schottland wirtschaftlich erheblich schadeten, zur Zustimmung bewogen. Der Act of Union von 1707, mit dem sich England und Schottland zu Großbritannien vereinigten (Realunion), war ein Resultat der darauf folgenden Verhandlungen. Ergebnis dieser Entwicklung war, dass für die britische Thronnachfolge nicht nur die Abstammung entscheidend war, sondern auch das protestantische Glaubensbekenntnis.

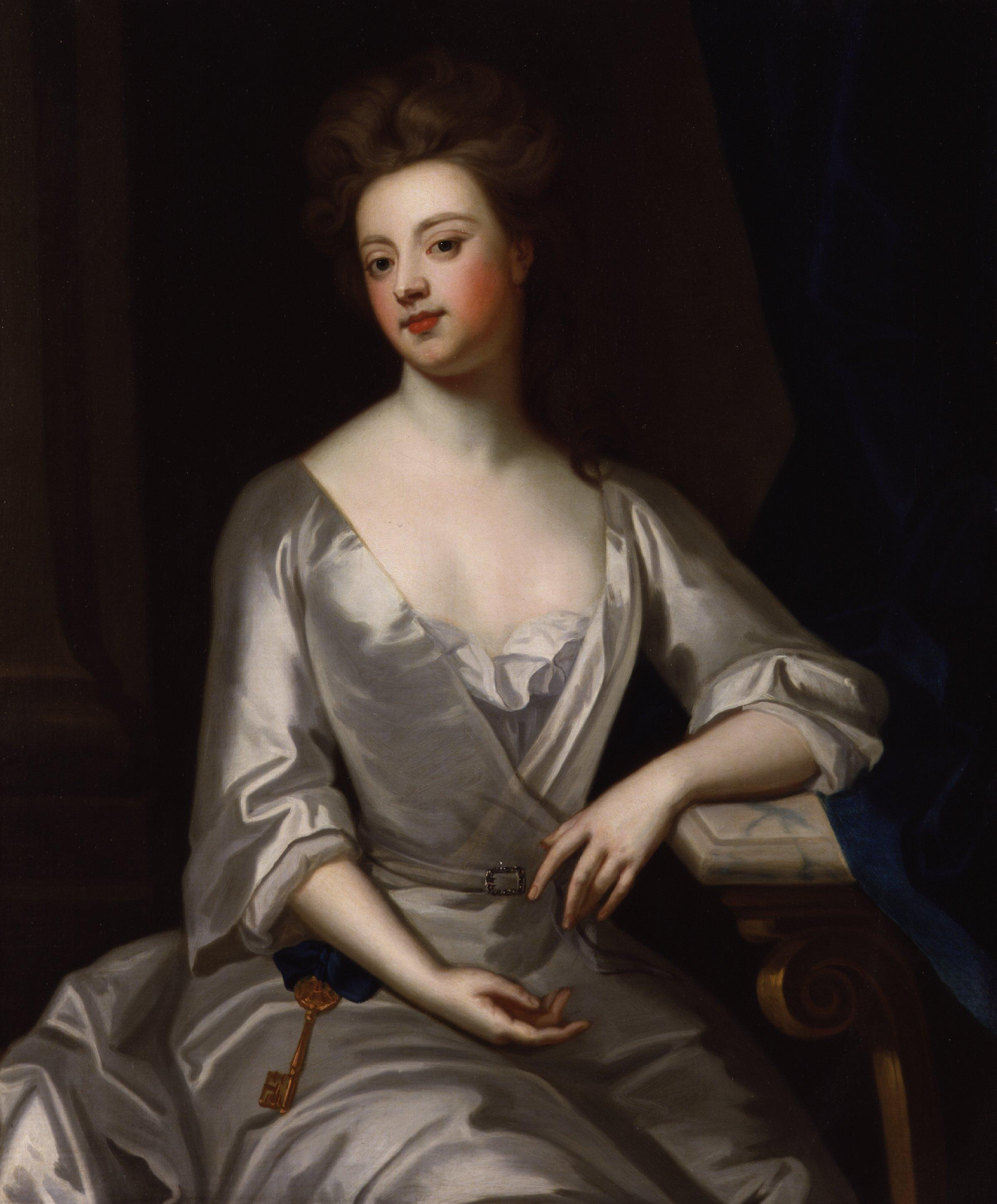
Sarah Churchill, Duchess of Marlborough, auf einem undatierten Gemälde von Sir Godfrey Kneller

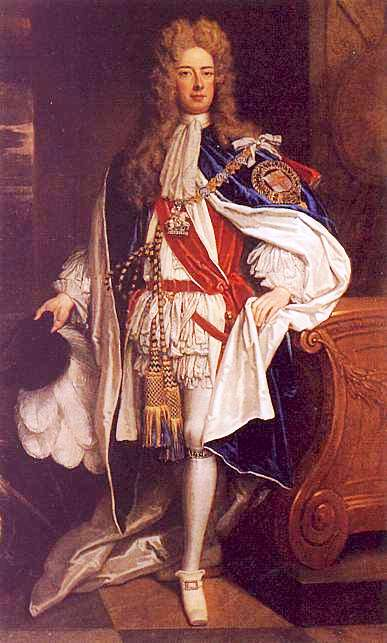
John Churchill, 1. Duke of Marlborough war Annes erfolgreichster Heerführer; Porträt von Sir Godfrey Kneller, um 1705

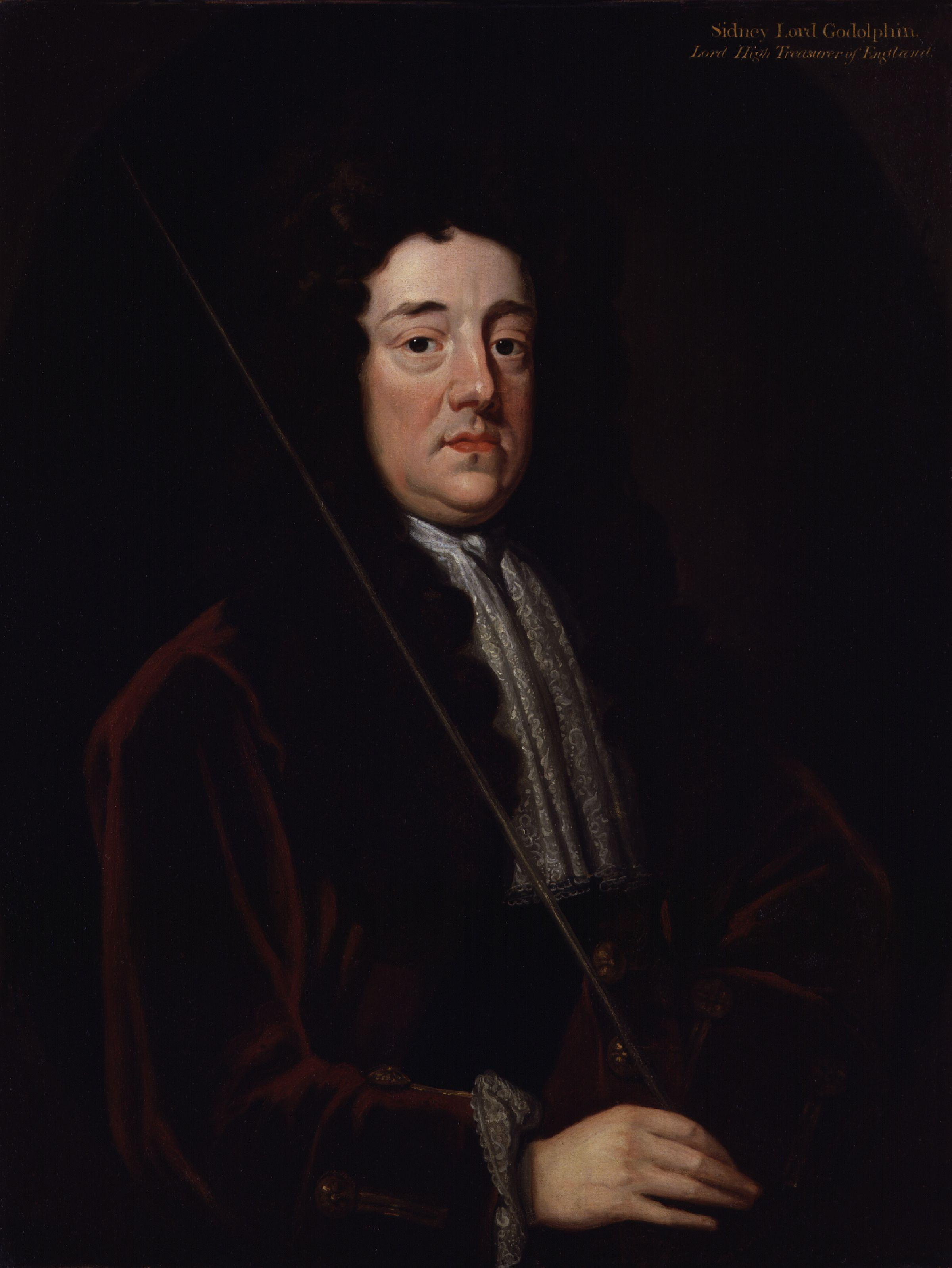
Sidney Godolphin, Viscount Rialton und 1. Earl of Godolphin, war unter Anne First Lord of the Treasury; Porträt von Sir Godfrey Kneller, um 1705

Mit der „Glorreichen Revolution“ von 1688/89 war England außerdem ins antifranzösische Lager gewechselt. Während fast der gesamten Regierungszeit Annes war England als Mitglied der Haager Großen Allianz in den Spanischen Erbfolgekrieg verwickelt, in dem England an der Seite Hollands, Preußens, Hannovers und des Kaisers den Einfluss Frankreichs in Europa zu begrenzen versuchte. Parallel dazu erlebte England eine wirtschaftliche und kulturelle Blüte, die die größte Manifestation von Englands Macht und Einfluss seit der Regierungszeit von Heinrich V. war. Mit dem Sonderfriedensschluss von Utrecht von 1713 scherte Großbritannien aus dieser Allianz aus, legte damit aber die Grundlage für den Ausbau des britischen Empires im 18. Jahrhundert.

## Charakterisierung
Ihre Biographen schildern sie als starrköpfige und eher scheue Frau. Gleichzeitig war sie sich ihrer Rolle als Staatsoberhaupt bewusst und zeigte ein hohes Pflichtgefühl gegenüber ihrem Amt. Unter den heftigen Auseinandersetzungen in ihrem Kabinett kurz vor ihrem Tod litt sie stark – einige ihrer Biografen machen diese sogar für ihren Tod verantwortlich.
Wesentlichen politischen Einfluss besaßen Annes langjährige Freundin Sarah Churchill, deren Ehemann John Churchill, 1. Duke of Marlborough, sowie Sidney Godolphin, 1. Earl of Godolphin, der von 1702 bis 1710 Lord High Treasurer war. Ein Nachfahre von Sarah und John Churchill, der spätere britische Premier, Literaturnobelpreisträger Winston Churchill, prägte daher den Satz „Sarah lenkte die Königin, Marlborough lenkte den Krieg und Godolphin das Parlament.“
Über die persönliche Situation von Anne zum Zeitpunkt ihres Regierungsantrittes schrieb die Historikerin Ulrike Jordan:

„Die psychologischen Voraussetzungen, die Prinzessin Anna in ihre Regierungszeit einbrachte, erscheinen dem späteren Betrachter in ihrem Zusammenwirken … fast unüberwindlich schwierig: Fundamentale religiöse und politische Gegensätze in der Herrscherfamilie hatten Anna weitgehend menschlich isoliert. Insbesondere von Vater und Halbbruder – beide im Exil – entfremdet, fand sie intellektuelle und emotionale Sicherheit vor allem in zwei Bereichen: zum einen auf dem Felde der Politik durch das Prinzip verfassungskonformen Verhaltens und die Akzeptanz der Rolle und Machtbegrenzung der Krone, zum anderen durch den Aufbau enger emotionaler Bindungen. Hier muß vor allem Annas überaus glückliche Beziehung zu ihrem Gemahl, Prinz Georg von Dänemark, genannt werden, der sich durch seine menschlichen Qualitäten, nicht aber sein politisch eher blasses Profil auszeichnete. Die Ehe zwischen der achtzehnjährigen Anna und dem zwölf Jahre älteren Georg wurde im Jahre 1683 geschlossen und stellte für 25 Jahre – neben engen Freundschaften zu vertrauten Hofdamen – die hauptsächliche Quelle persönlichen Rückhalts dar.“

Das Verhältnis von Anne zu ihren Hofdamen Frances Apsley, Sarah Churchill und später Abigail Masham war so eng, dass in Biographien immer wieder über ein homosexuelles Verhältnis zwischen diesen spekuliert wird. Dafür gibt es jedoch keine wirklichen Belege.
In die Geschichtsschreibung ging Anne von Großbritannien als Good Queen Anne ein – in dieser Bezeichnung drücken sich auch die militärischen und politischen Erfolge sowie die wirtschaftliche Blüte aus, die Großbritannien während ihrer Regierungszeit erlebte.

## Leben

### Frühe Jahre

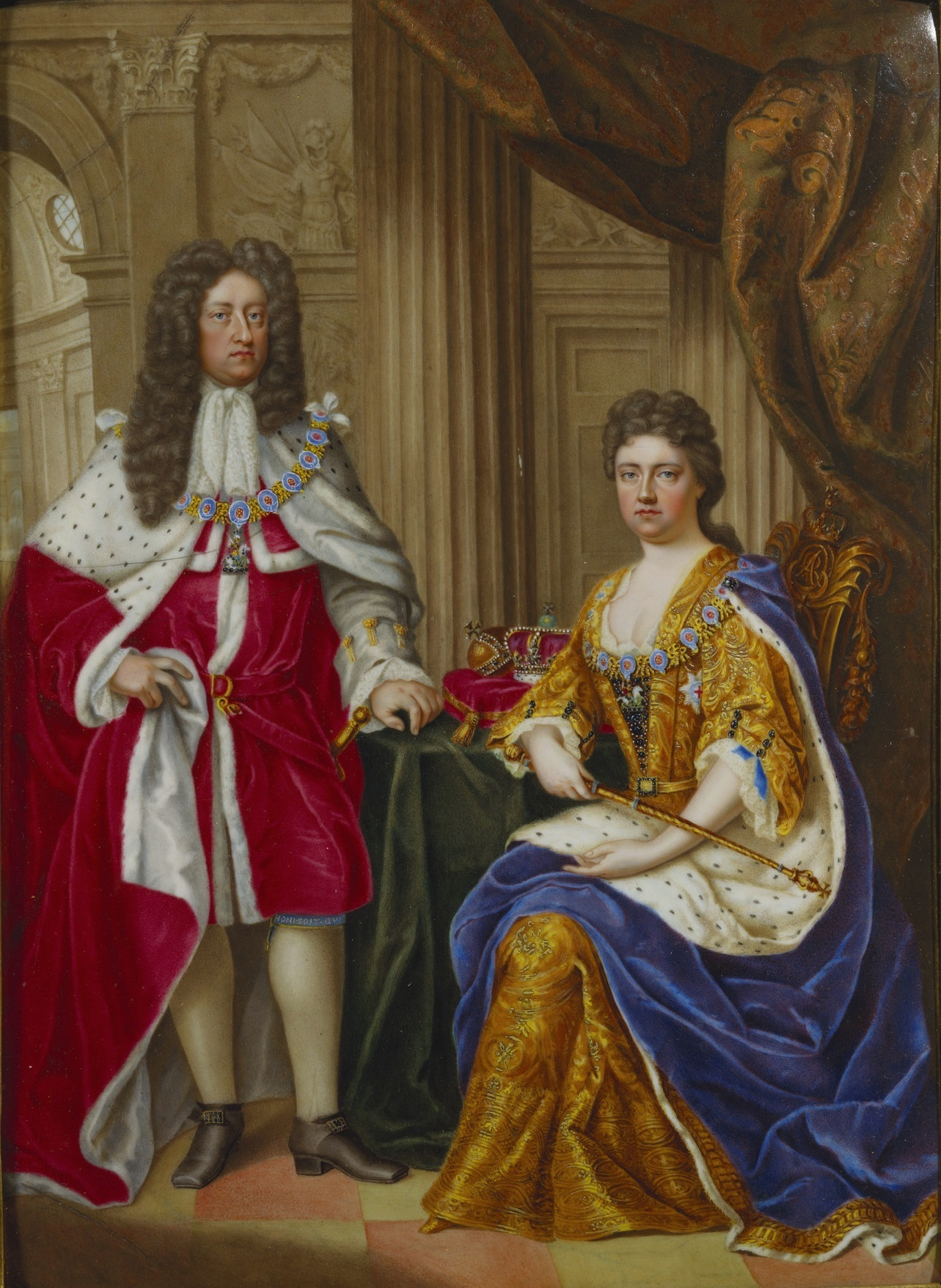
Anne mit ihrem Ehemann Georg von Dänemark

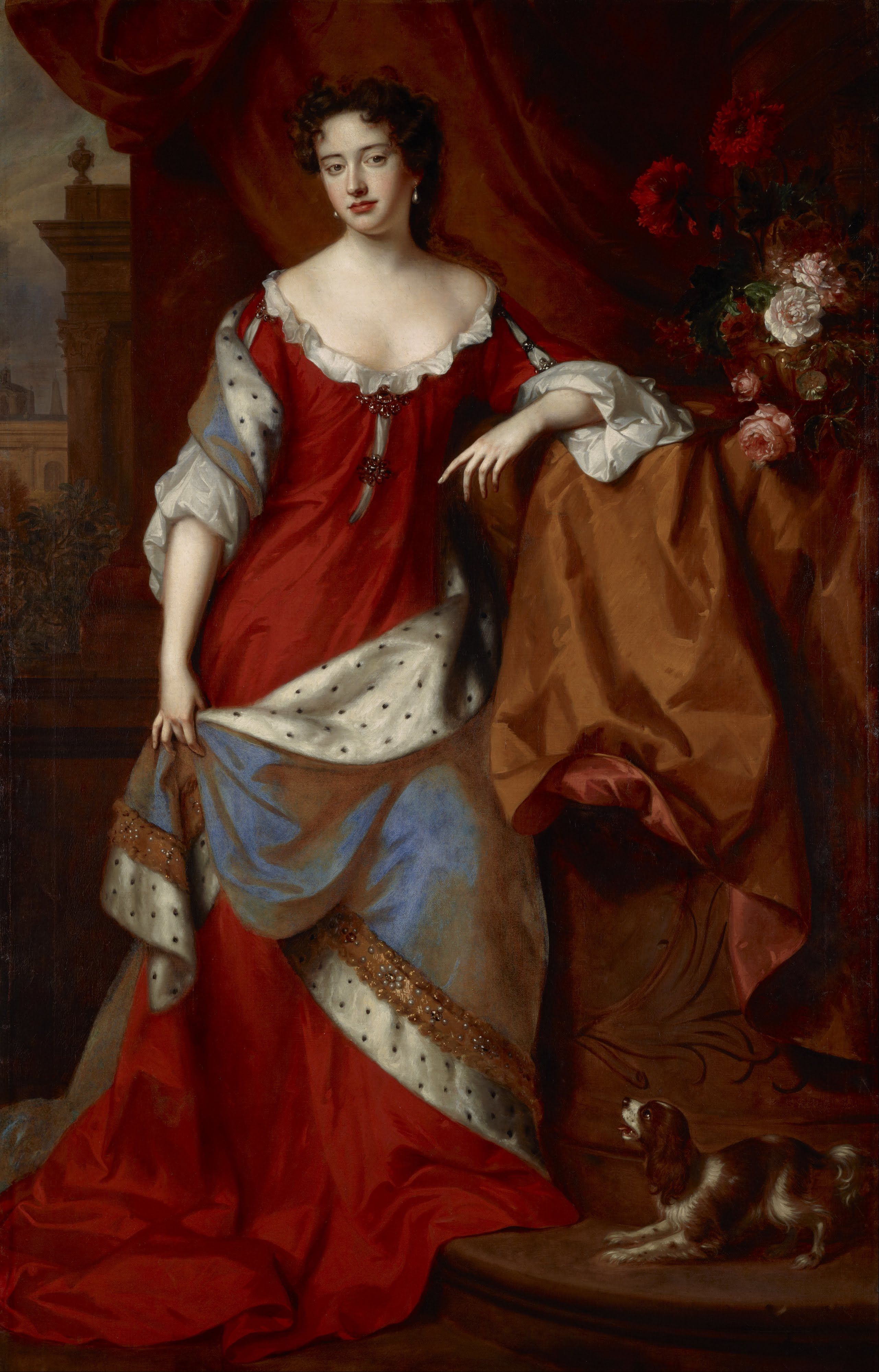
Anne im Alter von 20 Jahren

Anne war die zweite Tochter von James, dem Duke of York und späteren Jakob II. Ihre Mutter war Lady Anne Hyde, Tochter von Edward Hyde, einem einflussreichen englischen Politiker. Ihr Onkel herrschte als Karl II.
Anne und Maria waren die einzigen Kinder ihrer Eltern, die bis ins Erwachsenenalter überlebten. Anne litt allerdings an einer Augenkrankheit, so dass man sie bereits als Kleinkind nach Frankreich sandte, um sie dort medizinisch behandeln zu lassen. Sie lebte dort anfangs bei ihrer Großmutter, der Königin Henrietta Maria, und anschließend bei ihrer Tante Henrietta Anne, der Herzogin von Orléans.
1670 kehrte Anne aus Frankreich nach England zurück. Ungefähr im Jahre 1673 lernte sie Sarah Jennings, später Churchill, kennen, die als junges Mädchen in den Hofstaat der zweiten Frau des Duke of York, Maria Beatrice von Modena, aufgenommen worden war. Trotz des Altersunterschiedes von fünf Jahren schlossen die zwei Mädchen eine enge Freundschaft, die über viele Jahre andauern sollte und die dazu führte, dass Sarah Churchill zur einflussreichsten Beraterin der späteren englischen Königin wurde.
1672 wurde öffentlich bekannt, dass Annes Vater zum römisch-katholischen Glauben konvertiert war. Auf Anweisung von Karl II. wurden Anne und ihre Schwester Maria weiterhin im protestantischen Glauben erzogen. Der König sorgte auch dafür, dass Anne den protestantischen Prinzen Georg von Dänemark, Bruder des dänischen Königs Christian V., am 28. Juli 1683 heiratete. Beide Eheleute waren dynastisch über Friedrich II. von Dänemark und Norwegen miteinander verwandt. Ihre Schwester Maria hatte bereits 1677 den protestantischen Wilhelm III. von Oranien-Nassau geheiratet.
Als Karl II. 1685 starb – er konvertierte noch auf dem Totenbett zum römisch-katholischen Glauben –, bestieg Annes Vater als König Jakob II. den englischen Thron.
Jakob lag viel daran, seinen Thron an einen römisch-katholischen Nachfolger weiterzugeben, und stellte Anne in Aussicht, dass sie seine Thronerbin werde, wenn sie sich zum römisch-katholischen Glauben bekennen würde. Die tief religiöse Anne hielt jedoch an ihrem anglikanischen Glauben fest. Jakob II. sandte ihr zwar weiterhin Bücher und Essays über den katholischen Glauben zu, unterließ jedoch intensivere Bekehrungsversuche.

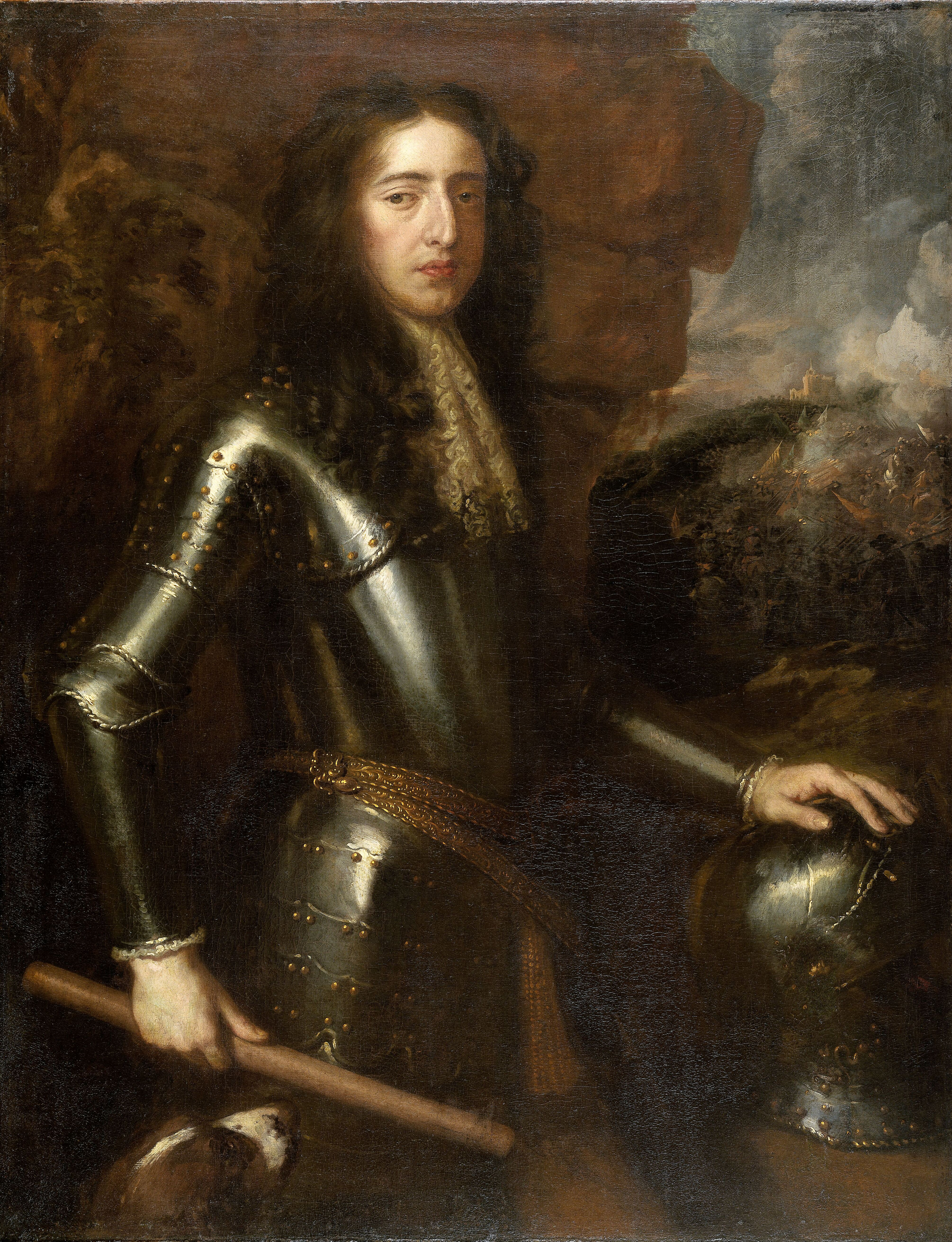
Wilhelm III. von Oranien-Nassau, König von England – er durfte dank Annes Zustimmung nach dem Tod seiner Frau Maria allein weiterregieren

Jakob II. Versuche der Rekatholisierung Englands, der Wiederherstellung einer absoluten Monarchie und Rückführung Englands in ein Bündnis mit Frankreich stießen in der englischen Öffentlichkeit auf wenig Gegenliebe. Da der König aber alt und Maria, die Thronfolgerin, protestantisch war, hatte sich in England die Überzeugung weit verbreitet, hier nur eine Übergangsphase zu erleben. Diese Einschätzung änderte sich, als Jakobs zweite Frau, Maria Beatrice von Modena, 1688 einen Sohn und damit potentiellen römisch-katholischen Thronnachfolger zur Welt brachte. Gerüchte wurden laut, das Kind wäre untergeschoben worden, um so England wieder der katholischen Seite zuzuführen. In der seit vier Jahren vorbereiteten „Glorreichen Revolution“ wurde gegen Ende des Jahres 1688 der unpopuläre und despotische Jakob II. entmachtet; mit einem kleinen Heer landeten sein Schwiegersohn Wilhelm von Oranien und seine Tochter Maria aus den Niederlanden an Englands Küste. Jakob II. floh am 23. Dezember 1688 von England nach Frankreich. Anne verzichtete auf eine Unterstützung ihres Vaters und schloss sich den Bündnispartnern rund um Wilhelm an. Das britische Parlament trat zusammen und entschied, dass Jakob II. mit seiner Flucht aus dem englischen Königreich abgedankt habe.
Die englische Krone wurde dem Paar Wilhelm und Maria gemeinsam angeboten und von ihnen angenommen. Als gleichberechtigte Souveräne wurden beide am 11. April 1689 gekrönt, obwohl Wilhelm keinerlei dynastischen Anspruch auf den englischen Thron hatte. Neu war auch die Eidesformel, die beide sprachen. Verpflichteten sich englische Monarchen bisher üblicherweise, die von ihnen erlassenen Gesetze zu achten, so sagten Wilhelm und Maria zu, „das Volk dieses Königreichs von England … gemäß den im Parlament beschlossenen Bestimmungen und den Gesetzen und Gebräuchen desselbigen zu regieren“ („to govern the people of this kingdom of England … according to the statutes in parliament agreed on, and the laws and customs of the same“). Damit begann die Machtverschiebung zugunsten des Parlaments, die langfristig in einer konstitutionellen Monarchie endete. Das vom Parlament erlassene „Gesetz der Rechte“ (Bill of Rights) aus dem Jahre 1689 regelte außerdem die Thronnachfolge. Unter dem Einfluss ihrer Freundin Sarah und deren Ehemann John Churchill hatte Anne zugestimmt, dass Wilhelm auch dann die englische Krone tragen dürfe, wenn seine Frau Maria vor ihm sterben sollte. Prinzessin Anne und ihre Nachkommen würden ihm auf dem Thron nachfolgen, Nachkommen von Wilhelm würden erst nach ihnen einen Anspruch auf den englischen Thron haben.

### Herrschaft von Wilhelm III. und Maria II.

#### Erste Jahre
Als Dank für seine Rolle in der „Glorreichen Revolution“ ernannten Wilhelm und Maria John Churchill zum Earl of Marlborough. Die nachfolgende Behandlung der Churchills war jedoch nicht ganz so freundlich. 1692 verdichtete sich für Wilhelm III. der Verdacht, dass Churchill weiterhin Kontakte zu Jakob II., der im französischen Exil war, aufrechterhielt. Churchill wurde aus allen seinen Ämtern entlassen und sogar für kurze Zeit im Tower of London inhaftiert. Sarah Churchill, mittlerweile eine der Hofdamen von Anne, wurde es untersagt, am königlichen Hof zu erscheinen. Prinzessin Anne verließ darüber verärgert ihre königliche Residenz und zog ins Syon House. Daraufhin wurde ihr ihre Ehrengarde entzogen und den Wachen des königlichen Palastes wurde es untersagt, ihrem Ehemann zu salutieren.
1694 starb Maria II. an den Pocken, Wilhelm III. war damit britischer Alleinherrscher. Annes Popularität war stets größer als die des eingeheirateten Wilhelm III. gewesen. Um sein Ansehen in der englischen Bevölkerung zu verbessern, stattete er Anne wieder mit allen ihr zustehenden Ehren aus und erlaubte ihr, im St James’s Palace zu residieren. Die Wiederernennung von John Churchill in all seine Ämter im Jahre 1695 war ein weiterer Versuch Wilhelms III., das Verhältnis zu Anne zu verbessern. Tatsächlich demonstrierte Anne öffentlich ihre Unterstützung von Wilhelms Regierung. Ihr Schwager vertraute ihr jedoch keineswegs vollständig. Er verzichtete beispielsweise darauf, sie als seine Regentin während seiner militärischen Unternehmungen auf dem europäischen Festland zu ernennen.

#### Grundordnung – der „Act of Settlement“
Anne und ihr Ehemann, Prinz Georg, erlebten während dieser Zeit eine Reihe persönlicher Tiefschläge. Bis zum Jahre 1700 war die zukünftige Königin mindestens 17-mal schwanger; zwölfmal erlitt sie eine Fehlgeburt oder brachte ein totes Kind zur Welt, einmal davon Zwillinge. Von den fünf Kindern, die sie lebend gebar, erlebten vier nicht ihren zweiten Geburtstag. William, Duke of Gloucester, der einzige Sohn, der die Kleinkindphase überlebte, starb im Alter von elf Jahren am 29. Juli 1700 an den Pocken.
Wilhelm III. und Maria II. hatten gleichfalls keine überlebenden Kinder; Anne war damit die Thronfolgerin und gleichzeitig die letzte lebende Person der Linie, die nach dem Thronfolgegesetz „Bill of Rights“ eine Anwartschaft auf den englischen Thron hatte. Mit ihrem Tod würde diese Linie aussterben und ihr Vater, der entthronte römisch-katholische Jakob II., und dessen Nachkommen aus zweiter Ehe hätten die englische Herrschaft wieder für sich reklamieren können. Um dies auszuschließen, erließ das englische Parlament die Grundordnung (Act of Settlement). Dieses Gesetz regelte u. a., dass im Falle des Todes von Anne und Wilhelm III. ohne leibliche Nachkommen das Recht der Thronfolge auf Sophie von der Pfalz und ihre Nachkommen übergehen würde. Sophie von der Pfalz stammte durch ihre Mutter Elisabeth Stuart, die sogenannte Winterkönigin (Elisabeth von Böhmen), von Jakob I. ab. Es gab zwar eine Reihe von Personen, die mit dem regierenden englischen Königshaus näher verwandt waren als Sophie von der Pfalz, doch diese waren allesamt katholischen Glaubens.
Anne hätte es vorgezogen, dass die Thronnachfolge ihrem Vater und seinen Nachkommen zugesprochen worden wäre. Aus Einsicht in die Notwendigkeit eines protestantischen Nachfolgers fand sie sich aber mit dem Act of Settlement ab. Als ihr Vater jedoch 1701 starb, trug sie Trauerkleidung. Zu ihrem Halbbruder James Francis Edward Stuart, dem Sohn Jakobs II. und damit dessen Erben, entwickelte sie dagegen kein herzliches Verhältnis.

### Erste Herrschaftsjahre
1702 starb Wilhelm III.; Anne folgte ihm – wie im Thronfolgegesetz geregelt – auf dem englischen Thron nach. Körperlich war sie zu diesem Zeitpunkt bereits stark beeinträchtigt. Die zahllosen Schwangerschaften und die Gicht hatten ihren Körper ruiniert. In einer Sänfte wurde sie zur Krönung getragen.
Fast gleichzeitig mit dem Regierungsantritt von Anne brach der Spanische Erbfolgekrieg aus. Der Spanische Erbfolgekrieg war die militärische Auseinandersetzung über die Frage, ob der Enkel Ludwigs XIV. von Frankreich Philipp von Bourbon, Herzog von Anjou (französisch Philippe de Bourbon, spanisch Felipe de Borbón), ein Recht auf die spanische Thronnachfolge habe. Philipp war zwar als Erbe vom vorherigen spanischen König Karl II. eingesetzt worden (als Philipp V.), aber der größte Teil von Europa widersetzte sich dieser Nachfolge, da damit Frankreichs Einflusszone auf dem europäischen Festland zu groß geworden wäre. Der Spanische Erbfolgekrieg währte fast bis ans Ende von Annes Regentschaft und beeinflusste sowohl die Außen- als auch die Innenpolitik maßgeblich.

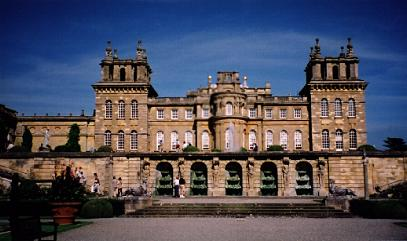
Der von John Vanbrugh erbaute Blenheim Palace war Annes königliches Geschenk an John Churchill für seinen Sieg in der Schlacht von Höchstädt

Kurz nach ihrer Inthronisierung ernannte Anne ihren Ehemann zum Lord High Admiral, John Churchill erhielt die Führung des Heeres. Churchill erhielt außerdem eine Reihe von Ehrungen, er wurde unter anderem mit dem exklusivsten Orden Englands, dem Hosenbandorden, ausgezeichnet und wurde zum Duke of Marlborough erhoben. Sarah Churchill, Annes langjährige Freundin seit Kindertagen und nun Duchess of Marlborough, wurde zur Mistress of the Robes ernannt – das höchste Amt, das einer Frau am englischen Königshof zur damaligen Zeit offenstand.
Annes erstes Kabinett unter der Leitung von Godolphin bestand überwiegend aus Tories. Die Whigs – die anders als die Tories entschieden die englische Beteiligung am Spanischen Erbfolgekrieg unterstützten – gewannen wesentlich an Einfluss, nachdem 1704 John Churchill, der Duke of Marlborough, in der Schlacht von Höchstädt einen entscheidenden Sieg für die englische Nation herbeiführen konnte. Dem Sieg folgte eine Reihe weiterer. Aufgrund des Einflusses des Dukes wurden fast alle Tories des Kabinetts durch Whigs ersetzt. Lord Godolphin war zwar ein Tory, er ging jedoch ein enges Bündnis mit Marlborough ein. Obwohl nominell Lord Godolphin der Kabinettschef war, war es letztlich Marlborough, der gemeinsam mit zwei Staatssekretären (Charles Spencer, 3. Earl of Sunderland, und Robert Harley) die englische Politik bestimmte. Auch Nepotismus war Marlborough dabei nicht fremd; sowohl Lord Godolphins Sohn als auch Lord Sunderland waren mit Töchtern von Marlborough verheiratet.

### Herrscherin von Großbritannien
Neben dem Spanischen Erbfolgekrieg prägten die Versuche, England und Schottland zu einem Königreich zu verschmelzen, die Politik während der ersten Regierungsjahre von Anne. Als das englische Parlament 1701 die „Grundordnung“ (Act of Settlement) verabschiedete, wurde es zuvor nicht mit dem schottischen Parlament abgestimmt, das sich eine Thronfolge aus dem Hause Stuart wünschte. Das schottische Parlament verabschiedete das „Sicherheitsgesetz“ (Act of Security): Sollte die Königin ohne Nachkommen sterben, konnte Schottland aufgrund dieser Regelung einen eigenen Monarchen wählen, sofern er protestantisch und königlicher Abstammung war. Es war wenig wahrscheinlich, dass Schottland einen Monarchen wählen würde, der mit dem englischen identisch war. Anne konnte trotz anfänglichen Widerstands ihre Zustimmung zum Act of Security nicht verweigern, da das schottische Parlament drohte, die schottischen Heeresteile aus Marlboroughs Heer abzuziehen und keine Steuern zu erheben. Da das englische Parlament fürchten musste, dass ein unabhängiges Schottland die alte Allianz mit Frankreich wieder aufleben ließ, antwortete das englische Parlament mit dem „Ausländergesetz“ (Alien Act) im Jahre 1705. Es erlaubte, dem Handel mit Schottland erhebliche Beschränkungen aufzuerlegen, Schotten zu Ausländern zu erklären und damit ihr Recht einzuschränken, in England Eigentum zu besitzen. Das englische Parlament hatte unmissverständlich klargemacht, dass man diese Maßnahmen umsetzen würde, wenn Schottland das Sicherheitsgesetz nicht widerrief oder sich mit England vereinigte. Die schottischen Abgesandten stimmten am 22. Juli 1706 einer Vereinigung mit England zu, und das schottische Parlament billigte diese Entscheidung am 16. Januar 1707. Am 1. Mai 1707 wurden aus England und Schottland das Königreich Großbritannien, Anne war nun Herrscherin eines vereinigten Königreichs.
Die langjährige enge Beziehung zwischen Anne und Sarah Churchill verschlechterte sich im Jahre 1707. Der Literaturnobelpreisträger und britische Premierminister Winston Churchill, ein Nachfahre von John und Sarah Churchill, schrieb:

„Etwa um diese Zeit [1707] traten die Beziehungen Sarahs zur Königin in ein prekäres Stadium. Sie wurde von ihrer Herrin zum Sündenbock für das Eindringen der Whigs ins Kabinett gemacht. Anna hasste die Whigs aus tiefstem Herzen, aber ihre Minister sahen, da nur die Hälfte der Tory-Partei sie stützte, keine Möglichkeit, den Krieg [gegen Frankreich] ohne die Whigs fortzusetzen. Sarah verlor die Freundschaft der Königin, weil sie es für ihre Pflicht hielt, ihr zu einer Regierungspolitik zu raten, die mit dem Parlament im Einklang stand. Gleichzeitig tauchte eine Nebenbuhlerin auf. Als Sarah älter wurde und die Aufgaben einer großen Dame, die über mehr Macht gebot als ein Kabinettsminister, immer schwerer auf ihr lasteten, suchte sie sich der dauernden Beanspruchung durch den persönlichen Dienst bei der Königin, der so viele Jahre ihres Lebens ausgefüllt hatte, zu entziehen. Annas Freundinnen hatten es nicht leicht. Sie verlangte von ihren Gefährtinnen, dass sie den ganzen Tag um sie waren und bis tief in die Nacht mit ihr Karten spielten. Sarah hielt nach einer Möglichkeit Ausschau, sich der Last dieses dauernden Zusammenseins zu entledigen. In Abigail Hill, einer armen Verwandten, fand sie eine geeignete zweite Besetzung. Sie führte sie in das Leben der Königin als ‚Kammerjungfer‘ oder Zofe ein. Nach einer Weile gewann die neue Bedienstete die Zuneigung der Königin. Sarah fühlte sich entlastet, verbrachte mehr Zeit auf dem Land und widmete sich ihrer Familie.“

Abigail Hill, Cousine der Duchess of Marlborough und seit 1707 mit dem Höfling Samuel Masham verheiratet, war außerdem mit einem von Annes Whig-Ministern verwandt. Robert Harley begann, über Abigail Masham die Politik der Königin zu beeinflussen. Sowohl Lord Godolphin als auch John Churchill betrieben daraufhin seine Amtsentlassung, was ihnen 1708 gelang. Eine Gruppe von fünf Whigs – Lord Sunderland, Thomas Wharton, John Somers, Charles Montagu und Robert Walpole – begann, die britische Politik maßgeblich zu beeinflussen, und wurden unter dem Namen „Die Junta“ bekannt. Harley gelang es trotzdem, als privater Berater der Queen Einfluss auszuüben.
Annes Ehemann, Prinz Georg von Dänemark, starb am 8. November 1708. Sein Oberbefehl über die britische Flotte war von der Whig-Führung nie gerne gesehen worden. Selbst als er auf dem Sterbebett lag, versuchten einige Whigs, seine Entlassung aus seinem Amt zu betreiben. Anne musste sich an John Churchill wenden, um dies zu verhindern. Nach dem Tod ihres Ehemanns löste sich Anne noch stärker von Sarah Churchill und wandte sich Abigail Masham zu. Die Freundschaft zwischen Anne und Sarah Churchill endete im Jahre 1709.

### Späte Jahre
Die Entmachtung der Whigs kam sehr rasch, nachdem der kostenintensive Spanische Erbfolgekrieg in der englischen Öffentlichkeit zunehmend unpopulär geworden war. Robert Harley nutzte diesen Stimmungsumschwung insbesondere während der anstehenden Wahlen aus. Die Wahlberechtigten waren besonders verärgert über den Fall Henry Sacheverell, einen Kirchenmann, der den Tories angehörte. Er griff die Whig-Regierung an, weil sie nach seiner Meinung zu große Toleranz gegenüber religiösen Abweichlern (sogenannten Dissenters) zeigte. Er wurde daraufhin wegen übler Nachrede verklagt. Den Whigs gelang es jedoch nicht, dass der Richter das Urteil fällte, das sie sich wünschten: Sacheverell erhielt lediglich ein Predigtverbot für drei Jahre und keineswegs die Gefängnisstrafe, auf die viele Whigs gehofft hatten. In der Wahl im Jahre 1710 wählte eine unzufriedene Bevölkerung mit großer Mehrheit eine Tory-Regierung.
John Churchill war immer noch zu einflussreich, um des Amtes enthoben zu werden. Seine Verwandten verloren mit dem Regierungsantritt der Tories jedoch ihre Ämter. Godolphin wurde am 7. August 1710 entlassen; Robert Harley stand nun den Ministern vor. Die neue Tory-Regierung versuchte nun, einen separaten Friedensschluss für Großbritannien im Spanischen Erbfolgekrieg auszuhandeln. Aus ihrer Sicht würde ein uneingeschränkter Sieg Habsburgs in diesem Krieg den britischen Interessen genauso schaden wie ein Sieg der Franzosen. Die Tories waren daher bereit zuzulassen, dass ein Enkel des französischen Königs den spanischen Thron innehabe. Für die Whigs dagegen war der Gedanke, einem Bourbonen den spanischen Thron zuzuspielen, unerträglich. Im House of Commons hatten die Tories zwar die uneingeschränkte Mehrheit, das galt aber nicht für das House of Lords. Um den Friedensplan zu sabotieren, schlossen die Whigs ein Bündnis mit Daniel Finch, 2. Earl of Nottingham, und seinen Tory-Verbündeten im House of Lords. Gezwungen zu handeln, enthoben Königin Anne und ihre Minister John Churchill seines Amtes und übertrugen die Heerführung der britischen Truppen an James Butler, 2. Duke of Ormonde. Anne ernannte außerdem zwölf neue Peers an einem einzigen Tag. Eine solche Anzahl von Erhebungen in den Adelsstand war beispiellos. Elisabeth I. hatte während ihrer fast fünfzig Jahre währenden Regierungszeit weniger Personen in den Adelsstand erhoben als Anne an einem einzigen Tag. Mit den Neuernennungen war jedoch die Mehrheit der Whigs im Oberhaus beseitigt; der Friedensschluss war nun erreichbar.
Mit dem Frieden von Utrecht endete Großbritanniens Beteiligung am Spanischen Erbfolgekrieg. Philipp V., ein Enkel Ludwigs XIV., durfte auf seinem Thron bleiben und einen Großteil der spanischen Kolonien in Süd- und Nordamerika behalten. Das übrige spanische Einflussgebiet wurde aufgeteilt: Großbritannien erhielt Gibraltar und Menorca und bekam eine Reihe vormals französischer Kolonien auf dem nordamerikanischen Kontinent zugesprochen.

### Tod und Nachfolge

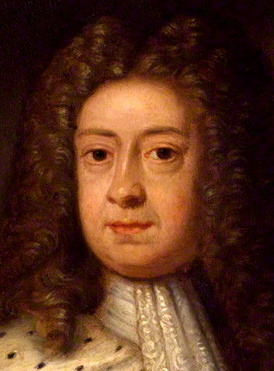
Georg I. von Großbritannien – Annes Nachfolger auf dem britischen Thron

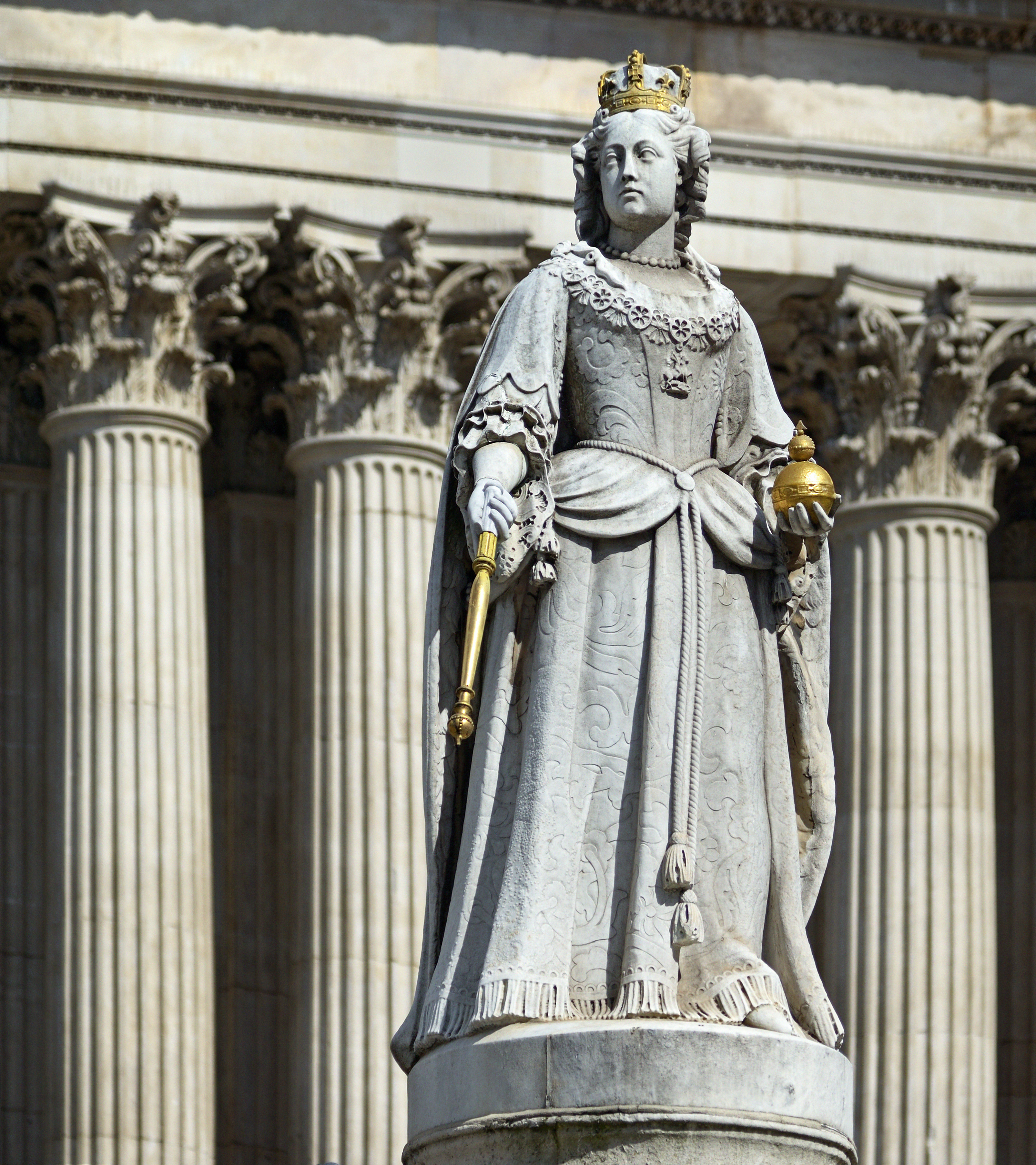
Statue von Anne Stuart vor St.-Pauls-Kathedrale in London

James Francis Edward Stuart („The Old Pretender“), Sohn von Jakob II. und katholischer Halbbruder von Anne, hatte immer wieder Initiativen ergriffen, Anne auf dem Thron als Jakob III. nachzufolgen. Bei jeder Erkrankung Annes wurde in Londons Kaffeehäusern spekuliert, wie weit er mit seinen Vorbereitungen sei, auf der britischen Insel zu landen und damit einen Bürgerkrieg einzuleiten. Anne selbst hatte nicht viel Unterstützung gegenüber der Kurfürstin Sophie von Hannover gezeigt, einer Cousine ersten Grades ihres Vaters, die seit dem Act of Settlement im Jahre 1701 Heiress Presumptive war. Besuche von ihr oder ihrem Sohn – der aufgrund von Sophies hohem Lebensalter der wahrscheinliche zukünftige Herrscher war – lehnte sie ab. Die Kurfürstin starb im Juni 1714 im Alter von 83 Jahren und knappe zwei Monate später verschlechterte sich der seit Jahren kränkliche Zustand der erst 49-jährigen Anne erheblich. Ihre letzten Tage waren wenig würdevoll. Der Streit zwischen ihren Ministern setzte sich bis in ihr Sterbezimmer fort. Noch kurz bevor sie am 30. Juli ins Koma fiel, ernannte Anne unter dem Drängen ihrer Regierungsräte ein neues Haupt ihrer Regierung. Währenddessen bereiteten sich die Anhänger der Whigs, die sich dem Thronfolgegesetz und dem Bekenntnis der Nation zum Protestantismus verpflichtet fühlten, darauf vor, zu den Waffen zu greifen. Auch der Rat traf seine Vorbereitungen, die Thronfolge des 54-jährigen Georg Ludwig von Hannover abzusichern.

„Man traf wirksame Maßnahmen zur Sicherung der hannoverschen Thronfolge. Man entsandte Boten in alle Himmelsrichtungen, um jeden Beamten und jeden Offizier auf seinen Posten zu rufen. Die Flotte wurde unter dem Kommando eines Whigs, des Earl of Berkeley, mobilisiert und erhielt den Befehl, im Kanal zu patrouillieren und die französischen Häfen zu beobachten. Zehn Bataillone wurden aus Flandern zurückgerufen. Die Garnisonen wurden bewaffnet, und die Miliz alarmiert. Man erinnerte die Holländer an ihre Vertragspflichten. Alles war gerüstet, um die Thronbesteigung des Kurfürsten von Hannover als Georg zu sichern. […] Als Königin Anna am 1. August um halb acht Uhr ihren letzten Atemzug tat, stand fest, dass es keinen Papismus, keine umstrittene Thronfolge, keine französischen Bajonette und keinen Bürgerkrieg geben würde.“

Am 23. August wurde die verstorbene Königin nachts in der Westminster Abbey beigesetzt. Während heute kein Grabmonument mehr an Good Queen Anne erinnert, steht das Denkmal aus weißem Marmor noch, das ihr die langjährige Vertraute Sarah Churchill im Blenheim Palace errichtete.

## Queen Anne Style
Nach der britischen Königin Anne wurde ein Bau- und Möbelstil (englisch Queen Anne Style) benannt, der jedoch nicht mit dem gleichnamigen ab 1870 aufkommenden Architekturstil Queen Anne Style verwechselt werden darf.
Kennzeichnend für den klassizistischen Barock des Queen Anne style des frühen 18. Jahrhunderts ist ruhige, zurückhaltende Eleganz und ausgewogene Symmetrie. Die Stilbezeichnung bezieht sich vorwiegend auf die meist von anonymen Baumeistern errichtete Landhausarchitektur der Zeit, deren Bauten ohne großen architektonischen Aufwand als einfache Ziegelbauten mit Werksteingliederung ausgeführt sind.
Als Queen Anne Churches wird die Gruppe von Kirchenbauten in London bezeichnet, die nach dem 1711 verabschiedeten Gesetz zur Errichtung von Fünfzig Neuen Kirchen entstanden.

## Nachkommen
In den Jahren 1684 bis 1700 war Anne mindestens 17-mal von Georg von Dänemark schwanger, erlitt jedoch überwiegend Tot- oder Fehlgeburten. Auch von fünf lebend geborenen Kindern starben vier schon im Säuglings- oder Kleinkindalter. Wilhelm, der designierte Thronfolger, starb kurz nach seinem 11. Geburtstag.
Zahlreiche Nachweise zu Taufe, Todesumständen, Beisetzung etc. der einzelnen Kinder sind den englischsprachigen Biografien von Chester, Green, Gregg, Luttrell und Somerset entnommen. Die Beisetzung von zehn Kindern fand in der Westminster Abbey statt, lediglich der Sohn, der 1698 tot zur Welt kam, wurde in der St George’s Chapel, im Windsor Castle beerdigt.

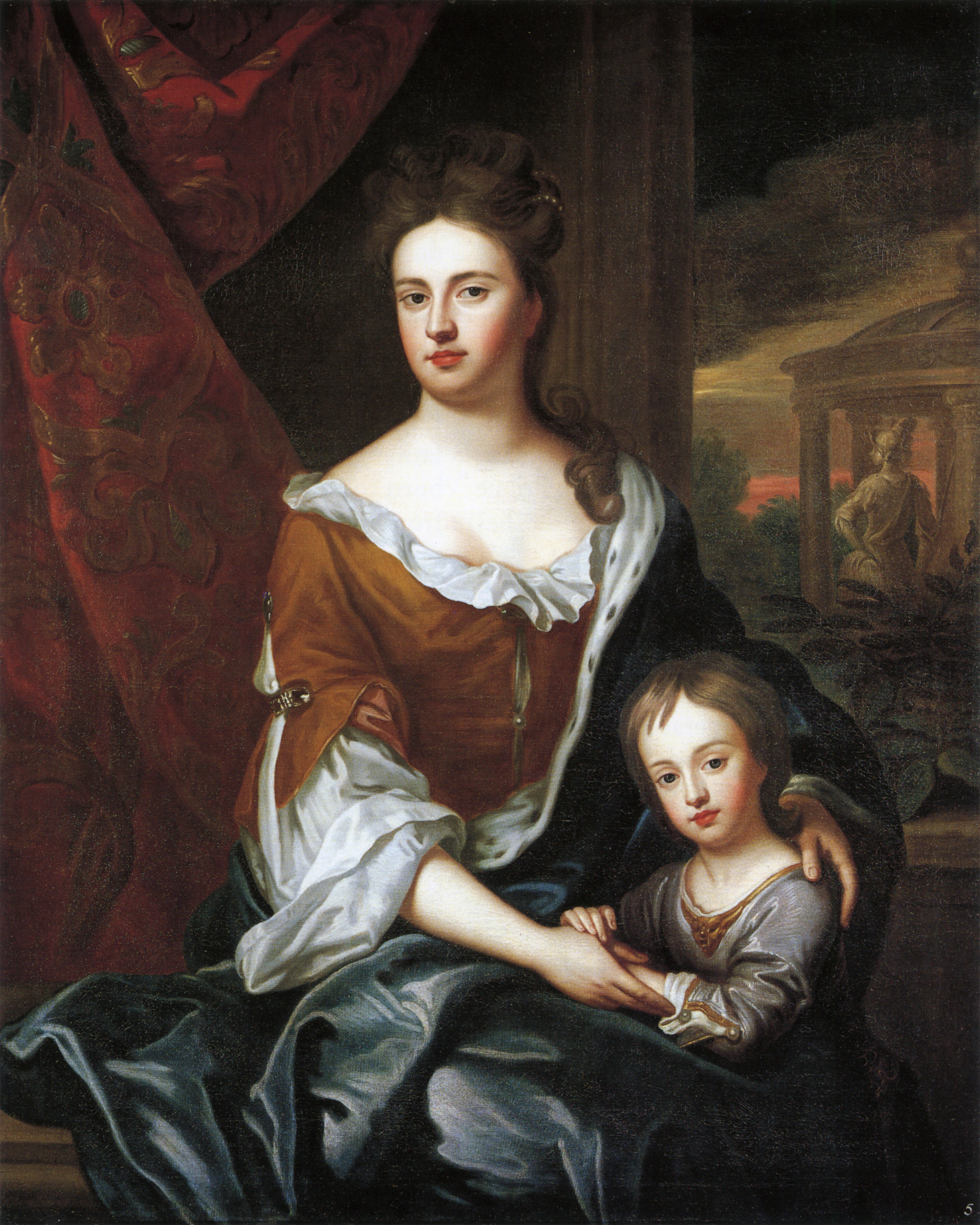
Anne und ihr Sohn Wilhelm, Duke of Gloucester

| Name                        | Geburt                    | Tod                       | Sonstiges, Quellen |
| --------------------------- | ------------------------- | ------------------------- | --- |
| Unbenannte Tochter          | 22. Mai 1684              | 22. Mai 1684              | Totgeburt |
| Maria                       | 12. Juni 1685             | 18. Februar 1687          | starb mit knapp 2 Jahren an Pocken und steckte ihre jüngere Schwester Anna Sopie damit an                                  |
| Anne Sophia                 | 22. Mai 1686              | 12. Februar 1687          | starb im ersten Lebensjahr an Pocken                                                                                       |
| Unbenannt                   | 21. Januar 1687           | 21. Januar 1687           | Fehlgeburt |
| Unbenannter Sohn            | 22. Oktober 1687          | 22. Oktober 1687          | Das Kind war bei seiner Geburt bereits etwa einen Monat tot.                                                               |
| Unbenannt                   | 16. April 1688            | 16. April 1688            | Fehlgeburt |
| William, Duke of Gloucester | 24. Juli 1689             | 30. Juli 1700             | starb kurz nach seinem elften Geburtstag                                                                                   |
| Maria                       | 14. Oktober 1690          | 14. Oktober 1690          | Frühgeburt, starb etwa zwei Stunden nach ihrer Geburt                                                                      |
| Georg                       | 17. April 1692            | 17. April 1692            | starb nach wenigen Minuten, wurde jedoch vor seinem Tod noch getauft                                                       |
| Unbenannte Tochter          | 23. März 1693             | 23. März 1693             | Totgeburt |
| Unbenannt                   | 21. Januar 1694           | 21. Januar 1694           | Fehlgeburt, über das Geschlecht des Kindes sind sich die Biografen nicht einig                                             |
| Unbenannte Tochter          | 17. oder 18. Februar 1696 | 17. oder 18. Februar 1696 | Fehlgeburt |
| Unbenannter Sohn            | 20. September 1696        | 20. September 1696        | Fehlgeburt, nach Ansicht von Luttrell war es ein Sohn, andere Quellen gehen davon aus, es habe sich um Zwillinge gehandelt |
| Unbenannt                   | 25. März 1697             | 25. März 1697             | Fehlgeburt |
| Zwillinge                   | Dezember 1697             | Dezember 1697             | Fehlgeburt, das Geschlecht der Kinder war noch nicht klar ersichtlich, möglicherweise handelte es sich um zwei Jungen      |
| Unbenannter Sohn            | 15. September 1698        | 15. September 1698        | Totgeburt Aus einem Brief geht hervor, dass das Kind bereits etwa 10 Tage vor seiner Geburt starb.                         |
| Unbenannter Sohn            | 24. Januar 1700           | 24. Januar 1700           | Das Kind war bereits etwa einen Monat tot, als es zur Welt kam                                                             |

## Mediale Rezeption
- Eugène Scribe: Das Glas Wasser. Lustspiel in fünf Akten. 1840.
- The Favourite – Intrigen und Irrsinn, Film von Giorgos Lanthimos, 2018